# ميودراغ رادوفيتش
ميودراغ رادوفيتش (بالصربية: Миодраг Радовић)‏ هو لاعب كرة قدم صربي في مركز الدفاع، ولد في 18 ديسمبر 1957 في Odžaci ‏ في صربيا. شارك مع منتخب يوغوسلافيا لكرة القدم. أما مع النوادي، فقد لعب مع آلتاي إزمير ونادي بارتيزان.

## وصلات خارجية
- ميودراغ رادوفيتش على موقع اتحاد تركيا (لاعب) (الإنجليزية)
- ميودراغ رادوفيتش على موقع قاعدة بيانات كرة القدم.إي يو (الإنجليزية)
- ميودراغ رادوفيتش على موقع ناشيونال فوتبول تيمز (الإنجليزية)
- ميودراغ رادوفيتش على موقع عالم كرة القدم.نت (الإنجليزية)